# Limenio
Limenio (latino: Limenius; ... – Pavia, 13 agosto 408) fu un politico dell'Impero romano d'Occidente.

## Biografia
Una lettera di Quinto Aurelio Simmaco indirizzata a Limenio lo attesta come governatore provinciale o vicarius prima del 400.
Tra il 400 e il 401 (attestato in carica il 27 marzo di quell'anno), Limenio ricoprì la carica di comes sacrarum largitionum, una sorta di ministro del Tesoro.
Nel 407 l'usurpatore Costantino III invase la Gallia, dove Limenio era Prefetto del pretorio; insieme al magister militum per Gallias Cariobaude fuggirono in Italia. Infatti il 13 agosto 408 erano a Ticinum (Pavia), quando furono assassinati da soldati ribelli, in una sommossa istigata dal magister officiorum Olimpio per rovesciare il potente generale Stilicone.